# Étang de Joclar
L'étang de Joclar, parfois appelé étang de Jougla désigne un lac glaciaire d'altitude en Ariège dans le massif de l'Aston, dans les Pyrénées françaises.

## Géographie
Sur la commune d'Aston, l'étang se situe à 2 327 m d'altitude, il est dominé à l'ouest par le pic Nègre de Joclar (2 627 m), au nord-est par le pic de Fontargenta (2 454 m) et à l'est par le pic de Joclar (2 450 m).   
Il est en contrebas de la collada de Juclar (2 450 m), col transfrontalier qui conduit en Andorre aux estanys de Juclar

### Hydrographie
Sa surface est de 6,1 hectares.

## Faune
Des truites fario et saumons de fontaine sont présents.

## Voies d'accès
Depuis la France, il est accessible, au delà du plateau de Beille, depuis le parking de l'étang de Laparan (1 545 m) vers le refuge du Rulhe situé sur sentier de grande randonnée 10 puis l'ascension par le GRT 67 qui longe l'Estagnol et l'étang de Joclar.
Depuis l'Andorre, au départ de la station de Soldeu sur la paroisse de Canillo vers le refuge de Juclar et la collada de Juclar frontalière.